# 11763 Deslandres
11763 Deslandres là một tiểu hành tinh vành đai chính với chu kỳ quỹ đạo là 1786.4180423 ngày (4.89 năm).
Nó được phát hiện ngày 24 tháng 9 năm 1960.